# 岩手トヨタ自動車
岩手トヨタ自動車株式会社 (いわてトヨタじどうしゃ) は、岩手県盛岡市に本社を置くトヨタ自動車の販売系およびトヨタ店チャネルの専属ディーラーである。岩手トヨペットの持株会社であるT-MIGのグループ企業。

## 概要
岩手県内全域においてトヨタ店を展開している。2006年からトヨタ自動車直営が続いていたが、2020年に岩手トヨペットの持株会社であるT-MIGが全株式を取得した。なお、高級車ブランドレクサスの販売店は、グループ会社である岩手トヨペットが運営している。

## 沿革
- 1942年11月5日 - 岩手県自動車配給株式会社として盛岡市菜園に設立。[2]
- 1948年 - 社名を岩手トヨタ自動車株式会社に変更。[2]
- 1949年 - 1級重整備工場として全国第1号の認定を受ける。[2]
- 1963年 - 指定自動車整備事業の指定を東北としては第1号で受ける。[2]
- 1972年 - 本社を盛岡市菜園から盛岡市上堂へ移転。[2]
- 2006年 - トヨタ自動車の直営となる。[2]
- 2017年6月30日 - 茶畑店閉店。
- 2018年12月 - 一関店リニューアルオープン、店舗名を所在地である平泉店に変更。
- 2019年3月31日 - 千厩店での新車・中古車販売を終了。翌日から平泉店に統合し、平泉店・千厩サービス工場となる[3]。
- 2020年4月23日 - 岩手トヨペットの持株会社T-MIGが、全株式をトヨタ自動車から取得[4]。

## 拠点
- 盛岡店 - 盛岡市上堂4丁目12番11号
- 新本宮店 - 盛岡市向中野3丁目1番18号
- 盛岡南店 - 紫波郡矢巾町高田第14地割2-23
- 花巻店 - 花巻市二枚橋第6地割534
- 北上店 - 北上市北鬼柳32地割86番1
- 水沢店 - 奥州市水沢区佐倉河字三反町８８－１
- 平泉店 - 西磐井郡平泉町平泉字正法1-5　※一関店から名称変更。
- 平泉店・千厩サービス工場 - 一関市千厩町千厩字上駒場353

※2019年3月31日までは千厩店として新車・中古車販売も行っていた。
- 宮古店 - 宮古市太田2丁目1番28号
- 釜石店 - 釜石市野田町1丁目9番26号
- 大船渡店 - 大船渡市猪川町字久名畑27番2
- 二戸店 - 二戸市堀野字馬場44番地4
- 久慈店 - 久慈市夏井町鳥谷第8地割49の3
- Uスペース盛岡-盛岡市上堂4丁目12番11号
- Uスペース本宮-盛岡市向中野3丁目2番23号
- Uスペース盛岡南-紫波郡矢巾町高田第14地割2－23

## 関連会社
- 岩手トヨペット（トヨペット店）
- ネッツトヨタ岩手（ネッツ店：旧トヨタオート岩手）
- トヨタレンタリース岩手
- モトモチ商事:※「トヨペット商事」から社名変更。
- 北東北サンケイ広告（産経新聞の広告代理店）[5]

## 岩手県内の他のトヨタ車販売店
- 岩手トヨペット（トヨペット店）
- ネッツトヨタ岩手（ネッツ店：旧トヨタオート岩手）
- トヨタカローラ岩手（トヨタカローラ店）：内陸の紫波以北及び沿岸の釜石、遠野以北にて展開
- トヨタカローラ南岩手（トヨタカローラ店）：内陸の花巻以南及び沿岸の大船渡にて展開
- ネッツトヨタ盛岡（ネッツ店：旧トヨタビスタ岩手）